# Crise de la mer Rouge
Cet article concerne l'implication des Houthis durant la guerre à Gaza. Pour la guerre subséquente, voir Guerre à Gaza depuis 2023.
- Territoire yéménite contrôlé par les Houthis (SPC)
- Territoire yéménite contrôlé par le gouvernement du Yémen (PLC)
- Attaques des Houthis (en rouge) et détournements de navires (en bleu)

7 morts, 16 disparu au moins et 8 blessés au moins

Guerre à Gaza depuis 2023
Crise au Moyen-Orient depuis 2023
Batailles
La crise de la mer Rouge désigne l'implication des Houthis durant la Guerre à Gaza depuis 2023 et démarre quelques jours après le début du conflit de 2023 à Gaza, quand le mouvement Houthi au Yémen, déclarant agir en solidarité avec les Palestiniens, lance des attaques visant Israël. Ils utilisent des missiles et des drones, dont certains sont interceptés par les Forces de défense israéliennes (FDI) au-dessus de la mer Rouge grâce au système de défense antimissile Arrow. D'autres n'atteignent pas leur cible ou sont interceptés par la marine de guerre américaine et l'armée de l'air israélienne.
Le 9 janvier 2025, selon Tsahal, les Houthis auraient lancé 40 missiles balistiques et 320 drones contre le territoire israélien depuis le 7 octobre 2023. L'armée israélienne affirme avoir abattu la majorité des missiles et 100 drones, tandis qu'elle déplore l'impact direct d'un seul missile et l'interception partielle de 2 autres, ainsi des dégâts mineurs liés aux drones.
Les Houthis ciblent en mer Rouge les navires appartenant à des compagnies israéliennes ou commerçant avec ce pays. À la mi-janvier 2024, la crise a entraîné des coûts estimés à 3 milliards de dollars pour l’économie israélienne. Plusieurs navires sont endommagés par des tirs ou capturés (notamment le Galaxy Leader), ce qui conduit certaines compagnies à suspendre leurs voyages via le détroit de Bab-el-Mandeb. Les États-Unis montent une coalition de dix pays contre les attaques des Houthis, tandis que l'Union Européenne lance son opération Aspide. 
 Ces derniers[pas clair] affirment que les attaques se poursuivront jusqu'à ce que Gaza reçoive la nourriture et les médicaments dont elle a besoin.
Le 21 mars 2024, l’International bargaining forum classe la mer Rouge et le golfe d’Aden en « zone de guerre ». Début aout 2024, selon l’Institut de Washington pour la politique du Proche-Orient, les Houthis ont attaqué 88 navires en Mer Rouge, et dans le golf d'Aden et l'océan Indien. Tandis qu'à cette même période, le chef des Houthis revendique les attaques de 177 navires.
Parallèlement, et profitant des troubles causés par les Houthis, une résurgence de la piraterie est constatée dans le golfe d'Aden, provenant de Somalie. La première attaque de pirates somaliens depuis 2017, a lieu en décembre 2023, et des attaques et arraisonnages sont régulièrement déjoués, notamment par la marine indienne et la marine des Seychelles. La mission européenne Atalante déplore entre novembre 2023 et février 2024 vingt incidents de piraterie au large de la Somalie.
A partir du 15 mars 2025, l'armée américaine mène des bombardements quasi quotidiens contre les Houthis.
Sous l'administration Biden, 479 frappes américaines sur le territoire yéménites sont recensés, ayant tués 57 personnes. Tandis que depuis le début de la seconde administration Trump, en janvier 2025, 391 frappes ont eu lieu, faisant 316 morts (à la mi avril).

## Contexte
Le mouvement Houthi est une organisation terroriste chiite fondée en 1994 qui, à l'issue de la guerre civile yéménite, contrôle le nord du Yémen. Elle est soutenue et financée par l'Iran, dont elle serait le mandataire dans les guerres régionales. En août 2018, un document de l’ONU révélait que la Corée du Nord a proposé aux Houthis de leur vendre des équipements militaires. Le slogan du mouvement (en) est « Dieu est le plus grand, Mort à l'Amérique, Mort à Israël, Malédiction sur les Juifs, Victoire de l'Islam ».
Après le déclenchement de la guerre à Gaza, des groupes militants du Moyen-Orient, dont les Houthis, expriment leur soutien aux Palestiniens et menacent d'attaquer Israël. Le chef des Houthis, Abdul-Malik al-Houthi, met en garde les États-Unis contre toute intervention, menaçant de riposter avec des drones et des missiles.

## Déroulement

### Première phase: Tirs en direction du sud d'Israël par les Houthis

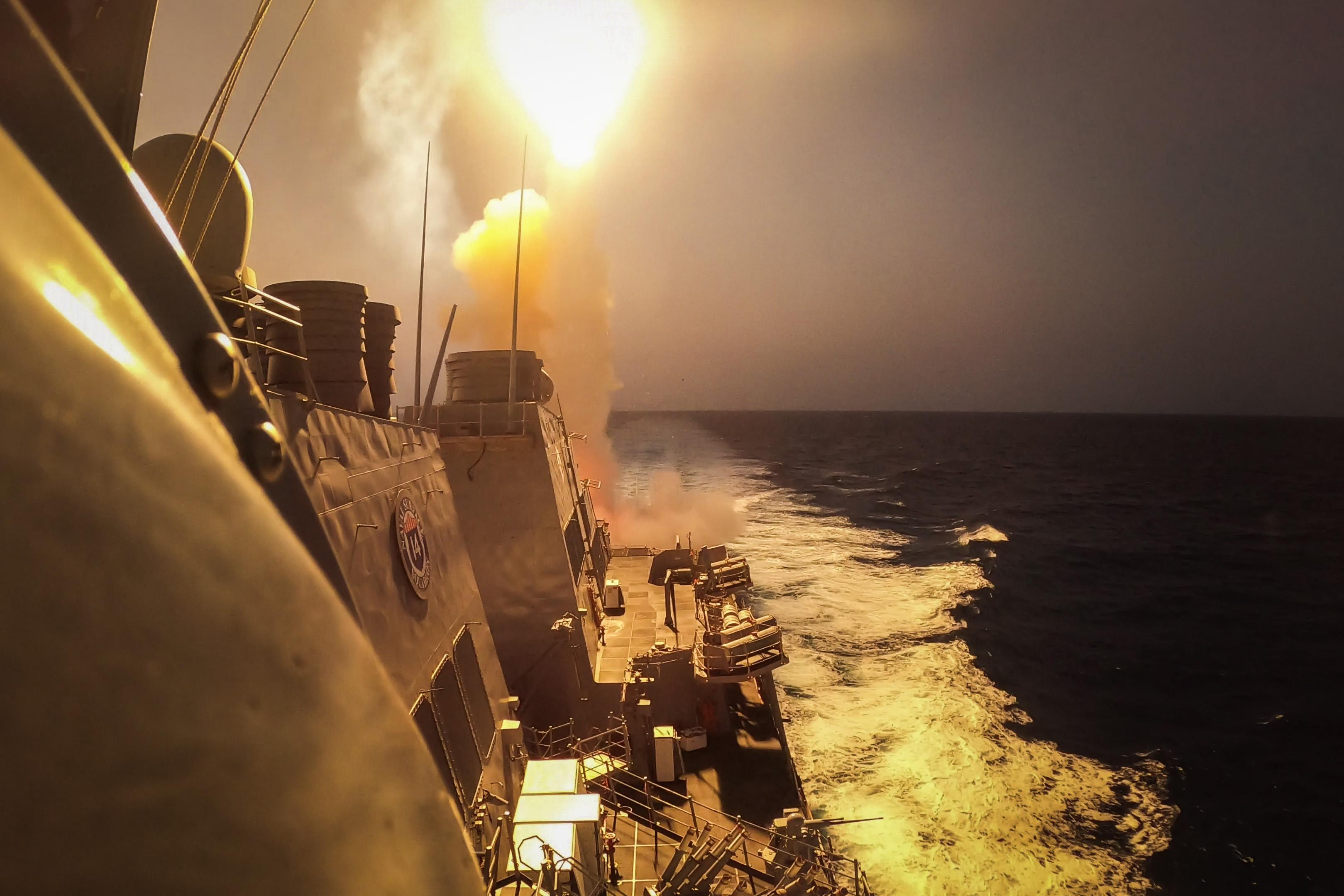
L'USS Carney procède à des tirs de destruction de missiles Houthis.

Du 19 octobre au 9 novembre 2023, les Houthis mènent six attaques en direction d'Israël.
Le 19 octobre 2023, le destroyer de classe Arleigh Burke de la marine américaine, l'USS Carney, abat trois missiles de croisière d'attaque terrestre et plusieurs drones lancés par les Houthis au Yémen en direction d'Israël. Les interceptions ont lieu à l'aide de missiles surface-air RIM-66M. Il s'agit de la première action de l'armée américaine pour défendre Israël depuis le début de la guerre. Il est ensuite rapporté que le navire avait abattu quatre missiles de croisière et quinze drones. Un autre missile aurait été intercepté par l'Arabie saoudite.
Le 27 octobre 2023, deux drones sont tirés en direction du nord depuis le sud de la mer Rouge. Selon les responsables de Tsahal, leur cible était Israël, mais ils ne franchissent pas la frontière égyptienne. L'un des deux drones n'a pas atteint son but et a touché un bâtiment adjacent à un hôpital à Taba, en Égypte, blessant six personnes ; l'autre est abattu près d'une centrale électrique à proximité de la ville de Nuweiba, en Égypte,. Un responsable houthi publie ensuite un message d'un mot sur Twitter après l'écrasement du drone à Taba, mentionnant la ville israélienne voisine d'Eilat.
Le 31 octobre, une alerte est déclenchée à Eilat, Eilot et dans la zone du parc industriel de Shahorit concernant la détection d'un avion hostile en provenance de la mer Rouge. L'avion est intercepté avec succès au-dessus de la mer Rouge. Le système Arrow intercepte un missile balistique et l'armée de l'air intercepte plusieurs missiles de croisière tirés depuis la mer Rouge en direction d'Eilat. Les Houthis assument la responsabilité des tirs. Un missile de croisière est abattu par un avion F-35i Adir. L'abattage du missile par le système Arrow marque la première utilisation de ce système dans la guerre entre Israël et le Hamas.
Depuis la fin octobre, l'USS Bataan, un porte aéronef de classe Wasp de l'US Navy est déployé sur zone. La BBC révèle le 12 février 2024 qu'un pilote de Harrier II, de l'escadron VMA-231 des marines, embarqué sur l'USS Bataan a abattu au moins sept drones Houthis.
Le 1er novembre, les FDI interceptent une menace aérienne tirée depuis le Yémen et identifiée au sud d'Eilat.
Un drone américain MQ-9 Reaper est abattu au large des côtes du Yémen par les défenses aériennes houthies le 8 novembre ; le Pentagone avait précédemment affirmé que des drones MQ-9 survolaient Gaza pour collecter des renseignements afin de contribuer aux efforts de récupération des otages.
Le 14 novembre, les Houthis tirent de nombreux missiles, dont un en direction de la ville d'Eilat. Ce dernier est intercepté par un missile Arrow. Le lendemain, l'USS Thomas Hudner abat un drone qui se dirigeait vers lui.

### Deuxième phase: Stratégie de perturbation du commerce maritime en mer Rouge par les Houthis

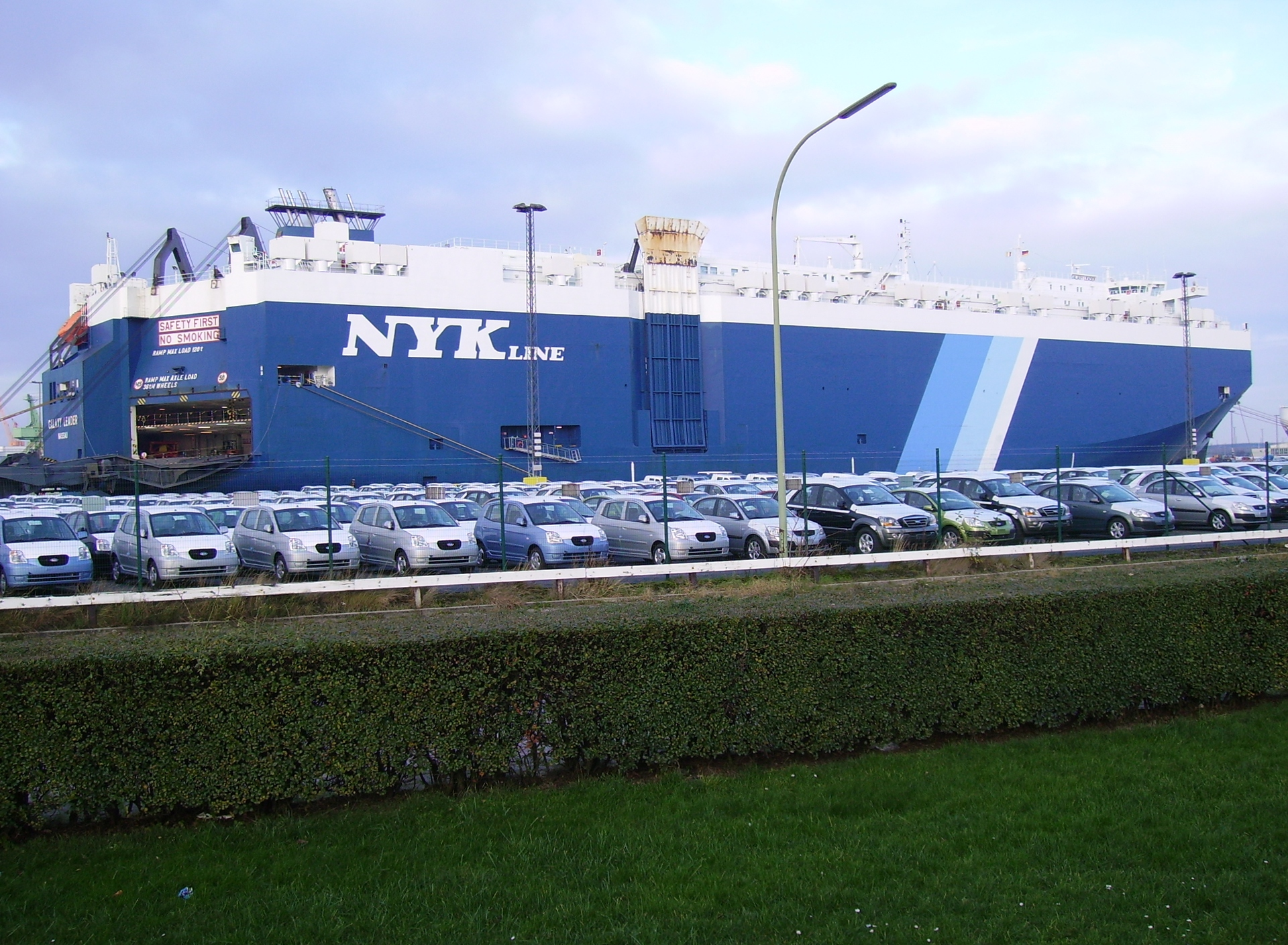
Le Galaxy Leader (2006).

Le 19 novembre, le navire allemand Galaxy Leader est détourné, par la milice houthie en mer Rouge, avec 25 personnes à bord. Le navire a été abordé à l'aide d'un hélicoptère. L'incident fait suite à une déclaration du porte-parole des Houthis, Yahya Sarea, sur la chaîne Telegram du groupe, déclarant leur intention de prendre pour cible les navires appartenant à des sociétés israéliennes, exploités par celles-ci ou battant pavillon israélien. Selon le propriétaire du navire, celui-ci a ensuite été dirigé vers le port yéménite d'Al-Hodeïda.
Yahya Sarea exhorte également les pays à retirer leurs ressortissants des équipages de ces navires. Auparavant, le chef des Houthis, Abdulmalik al-Houthi, avait menacé de nouvelles attaques contre les intérêts israéliens, notamment contre des cibles potentielles en mer Rouge et dans le détroit de Bab al-Mandeb. Son discours met l'accent sur la capacité de ses troupes à surveiller et à cibler les navires israéliens dans ces régions.
Le 10 décembre, deux drones provenant de zones du Yémen contrôlées par les Houthis visent la frégate française Languedoc. Celle-ci abat les deux aéronefs avec ses systèmes de missiles antiaériens.
Le 12 décembre, le Languedoc abat un autre drone houthi visant le pétrolier norvégien Strinda. Le navire marchand a également été endommagé par un missile antinavire Houthis lors de l'attaque. Il a été ensuite escorté par un navire de guerre américain, l'USS Mason.
Le 16 décembre, c'est le destroyer britannique HMS Diamond qui abat un drone houthi visant la marine marchande en mer rouge. L'USS Carney abat également 14 drones lancés depuis des zones du Yémen contrôlées par les Houthis.
Le 18 décembre, les navires de commerce Swan Atlantic et le MSC Clara sont visés et endommagés par des attaques houthies à l'aide d'hydravions.
De nombreux armateurs annoncent suspendre tout transit via la mer Rouge, comme le pétrolier BP, l'armateur français CMA-CGM, le taïwanais Evergreen, le Danois Maersk, l'Allemand Hapag-Lloyd et l'Italo-suisse MSC,.

#### OpérationGardien de la prospérité
Le 19 décembre 2023, le ministre américain de la Défense, Lloyd Austin, annonce une opération appelé l'Opération Prosperity Guardian avec plusieurs pays pour faire arrêter les attaques des Houthis contre les bateaux dans la Mer Rouge et sécuriser le trafic maritime mondial. Les États-Unis, le Royaume-Uni, Bahreïn, le Canada, les Pays-Bas, la Norvège et les Seychelles participent à cette opération.
Le 23 décembre, un chimiquier, le MV Chem Pluto, est touché par un drone kamikaze au large de l'Inde. Un incendie est rapidement maitrisé sans faire de blessé. La marine indienne se porte à son secours. Selon le Pentagone, l'attaque de drone viendrait de l'Iran. Le même jour, en Mer Rouge, le pétrolier MV Saibaba est touché par un drone et le MV Blaamanen est visé. L'USS Laboon, un destroyer de l'US Navy de classe Arleigh Burke abat quatre drones houthis le visant.
Le 26 décembre, l'armée américaine annonce que leurs forces en Mer Rouge, à savoir l'USS Laboon ainsi que des avions F-18 super Hornet du porte-avions USS Dwight D. Eisenhower, ont abattu « douze drones d'attaque, trois missiles balistiques antinavires et deux missiles de croisière » lancé par les Houthis.
Le 31 décembre 2023, un porte conteneur du groupe danois MV Maersk Hangzhou est attaqué en mer Rouge. Des navires de la marine américaine se portent à son secours, abattant deux missiles balistiques houthis. Le navire est attaqué une seconde fois par quatre embarcations légères houthies, qui échangent des coups de feu avec l'équipe de sécurité du navire. Des hélicoptères du groupe aéronaval de l'USS Dwight D. Eisenhower viennent alors porter assistance au navire, mais sont pris pour cible à leur tour. Ils ripostent alors et coulent trois vedettes rapides houthies tuant dix miliciens.
Le 9 janvier 2024, les forces navales de la coalition déjouent ce qu'elle qualifie d'attaque Houthis complexe la plus importante depuis le début du conflit en Mer Rouge. Les rebelles Houthis ont tiré 18 drones ainsi que 3 missiles qui ont été intercepté par le destroyer britannique HMS Diamond, les destroyers américaines USS Gravely, USS Laboon et USS Mason ainsi que par des F-18 embarqués sur le porte-avions USS Dwight D. Eisenhower,.
Début janvier 2024, le Pakistan a déployé plusieurs navires, dont le PNS Shamsheer et le PNS Aslat, des frégates lance-missiles de classe Zulfiquar, afin d'assurer la sécurité maritime, sans se joindre à l'opération Gardien de la Prospérité,. Tout comme son voisin indien, qui a déployé une dizaine de vaisseaux dans le golfe d'Aden afin de lutter contre la piraterie et les attaques Houthis.
Le 11 janvier également, lors d'une opération au large de la Somalie, les commandos américains des Navy Seals saisissent sur un boutre à destination du Yémen des pièces d'armement avancés iraniens, pouvant servir à la confection de missiles. Mais lors de l'opération 2 militaires sont perdus en mer à cause de la forte houle. Après 10 jours de recherches intensives, les 2 disparus sont présumés décédés,.

#### Frappes américano-britanniques contre les Houthis: opérationPoseidon Archer
Dans la nuit du 11 au 12 janvier 2024, les forces américaines et britanniques, avec le soutien de l'Australie, du Canada, des Pays-Bas et de Bahreïn, mènent une campagne d'une centaine de frappes contre 16 positions Houthis au Yémen. Ces frappes sont réalisés par les forces aéronavales du porte-avion USS Dwight D. Eisenhower, (F-18, EA-18G Growler, E-2 Hawkeye), des tirs de missiles Tomahawk depuis des destroyers américains et par le sous-marin nucléaire lanceur de missiles de croisière USS Florida ainsi que par 4 chasseurs britanniques Eurofighter Typhoon ayant décollé de Chypre. Ces bombardements ont visé des sites militaires dans plusieurs villes contrôlées par les Houthis, dont des radars, des infrastructures de drones et de missiles ainsi que des dépôts de munitions et on fait 5 morts et 6 blessés parmi la milice yéménite,.
Le lendemain, le 13 janvier, l'USS Carney procède à de nouvelles frappes à l'aide de missiles Tomahawk, sur la capitale yéménite Sanaa.
Le 14 janvier, les Houthis tirent un missile de croisière antinavire vers le destroyer américain USS Laboon. Le projectile est abattu par un avion de chasse américain sans faire de blessé.
Dans la nuit du 17 au 18 janvier, les forces américaines procèdent pour la quatrième fois à des frappes sur le Yémen. Celles-ci visent 14 positions Houthis, notamment des sites de lancement de missiles. Le lendemain, la marine américaine mène des frappes qu'elle qualifie de "défensives" contre trois sites de lancements houthis prêts à faire feu.
Dans la nuit du 22 au 23 janvier, les forces américaines et britanniques mènent de nouveau des frappes aériennes et à l'aide de missiles Tomahawk contre 8 sites militaires houthis (sites de stockage, sites de lancements et radars).
Dans la nuit du 26 au 27 janvier le pétrolier Marlin Luanda est touché par un missile houthis. Très vite un important incendie se déclare à bord en raison des hydrocarbures très inflammable transportés. La frégate française de premier rang L’Alsace, le destroyer américain USS Carney et la frégate indienne Visakhapatnam ont porté assistance au navire en dépêchant leurs équipes anti-incendie permettant de maitriser le brasier après 20 h de lutte.
Le 27 janvier 2024, destroyer britannique HMS Diamond a abattu un drone suicide Houthis le visant, et le 30 janvier, le destroyer américain USS Gravely a abattu un missile de croisière antinavire Houthis le visant également,.
Le 31 janvier, c'est l'USS Carney qui abat un missile balistique antinavire Houthis le visant. Moins d'une heure après, le destroyer cible et détruit 3 drones iraniens au-dessus de la Mer Rouge. Plus tard dans la soirée, les forces américaines bombardent 10 drones prêts au lancement et un poste de commandement Houthis au Yémen.
Le 1er février, les forces américaines abattent un drone houthis au-dessus de la Mer Rouge, ainsi qu'un drone de surface naval.
Le 2 février 2024, l'USS Carney abat un drone Houthis, puis les forces américaines procèdent à des frappes contre 4 drones prêts à être lancés. Enfin dans la soirée, l'USS Laboon ainsi que des F-18 du porte avions USS Dwight D. Eisenhower détruisent 7 drones au-dessus de la Mer Rouge.
Le 3 février, les forces américaines mènent des frappes contre 6 missiles de croisières antinavires Houthis prêts au lancement. Dans la soirée les forces américaines et britanniques, avec le soutien de plusieurs autres états, lancent une nouvelle compagne de bombardements contre 13 sites Houthis. Tout comme le 11 janvier, elle se fait aux moyens de tirs de missiles Tomahawk depuis les navires en Mer Rouge, de bombardements depuis les F-18 du groupe aéronaval de l'USS Eisenhower, ainsi que depuis des Eurofighter Typhoon britanniques venus depuis Chypre. Ces frappes visent 36 cibles dont des installations de stockage souterrains, des systèmes de commandement et de contrôle, des systèmes de missiles, des sites de stockage et d’opérations de drones, ainsi que des radars et des hélicoptères,. Selon des sources yéménites les frappes auraient tués 40 combattants houthis, principalement à Sanaa et Hodeidah.
Du 4 au 18 février, ce sont 37 missiles de croisière, 3 drones aériens, 11 drones de surfaces navals et un drone sous-marin houthis qui sont détruits au sol, prêts à être lancé, par des frappes quasi quotidiennes des forces américaines,,,,,,,,,. Le 10 février les houthis affirment avoir perdu 17 combattants dans ces frappes.
Selon les rebelles Houthis, ces derniers auraient abattu le 19 février un drone américain MQ-9 près du port d’Hodeïda, les américains confirment la perte d'un drone dans la zone. Un peu plus tard les forces américaines détruisent un lanceur sol-air Houthis, puis détruisent au sol un drone kamikaze prêt à être lancé. Dans la nuit du 19 au 20 février, des avions et des navires de guerres américains détruisent 10 autres drones kamikazes au-dessus de la mer Rouge et du golfe d'Aden. Tôt le 20 février l'USS Laboon est visé par un missile de croisière houthis et réussi à l'abattre.
Le 21, 22 et 23 février, les forces américaines détruisent au sol 16 missiles de croisières, 1 missile balistique ainsi que 5 drones aériens Houthis prêts à être lancés. Ils détruisent en vol également durant cette période, au moins 4 drones aériens, et l'USS Mason abat un missile balistique visant le pétrolier MV Torm Thor,,,,.
Dans la soirée du 24 février les forces américaines et britanniques, avec le soutien de plusieurs autres états, lancent une nouvelle compagne de bombardements contre 18 cibles Houthis dont des installations souterraines de stockage d’armes, des installations de stockage de missiles, des drones aériens kamikazes, des systèmes de défense aérienne, des radars et un hélicoptère,.
Entre le 24 février et le 8 mars, les forces américaines ont détruit au sol : 3 drones aériens, 6 drones de surface, 19 missiles de croisières, 1 missile sol-air, ainsi que 10 drones aériens en vol au-dessus de la mer Rouge et du golfe d'Aden. L'USS Carney abat également un missile balistique antinavire et 3 drones aériens kamikazes le visant le 5 mars,,,,,,,,,.
Le 9 mars 2024, lors d'une attaque massive de drones Houthis contre les navires des coalitions et contre le remorquage du MV True Confidence touché le 6 mars, les forces américaines abattent au moins 18 drones, la frégate britannique HMS Richmond en abat 2 et la frégate danoise HDMS Iver Huitfeldt en détruit 4,.
Du 11 au 18 mars, les forces américaines détruisent au sol : 1 drone sous-marin, 5 drones de surface, 10 drones aériens, 34 missiles de croisières, 1 missile sol-air, 3 conteneurs d'armes, ainsi que 3 drones aériens en vol,,,,,.
Le 2 avril, il est révélé que la frégate danoise HDMS Iver Huitfeldt a subi de nombreux dysfonctionnements lors de situations de combats. D'abord un dysfonctionnement entre le radar APAR et le système de combat C-FLEX a empêché le tir de missile antiaérien RIM-162 ESSM pendant 30 minutes. Puis il a été remarqué que la moitié des obus tirés par les deux tourelles de 76 mm n’ont eu « aucun effet » sur les cibles hostiles car ceux-ci explosait prématurément parfois juste en sortie de canon. La frégate écourte donc son séjour, et des enquêtes ont été lancés.
Depuis la mi-mars les attaques se font de plus en plus parcimonieuses. En plus des quelques interceptions de missiles et drones Houthis, de sérieux incidents sont tout de même survenus : Le 22 mars les forces américaines bombardent 3 installations de stockage souterraines houthis au Yémen. Le 23 mars l’USS Carney abat 6 drones aériens. Le 3 avril l’USS Gravely abat 1 missile balistique et 2 drones aériens le visant. Le 8 avril le cargo M/V Hope Island fut visé par 5 missiles balistiques Houthis dont aucun ne l’atteignit, et les forces américaines détruisirent une batterie antiaérienne Houthis ainsi qu’une station radars. Le 10 avril les forces américaines abattent 11 drones aériens visant le trafic maritime en mer Rouge.
Le 27 avril 2024 les forces Houthis affirment avoir abattu un nouveau drone Reaper américain à l'aide de missiles sol-air.
Le 30 mai, après avoir détruit 8 drones aériens, les forces américaines et britanniques bombardent 13 cibles Houthis au Yémen.
Le 14 juin 2024, les forces américaines, après avoir détruit dans la journée 2 drones de surface et 1 drone aérien, ont bombardé et détruit 7 radars au Yémen utilisés par les Houthis.
Du 17 au 20 juin, les forces américaines ont détruit au sol au Yémen : 4 radars, une station de contrôle et un nœud de commandement, 1 drone de surface, 8 drones aériens. Ils ont également détruit en mer Rouge : 3 drones aériens et 6 drones de surfaces,,,.
Le 22 juin, les forces américaines détruisent 3 drones de surfaces en mer Rouge, ainsi qu'un radar au Yémen le 26 juin,. Du 23 juin au 7 juillet, les forces américaines bombardent et détruisent 4 stations radars houthis au Yémen, ainsi que diverses drones aériens et de surface,,.
Le 4 octobre 2024, les forces américaines bombardent 15 cibles au Yémen, dont 4 à Sanaa, 7 à Hodeida, une à Dhamar, au sud de la capitale, et une à Mukayras,.
Le 16 octobre 2024, des bombardiers américains Northrop B-2 sont employés pour détruire cinq installations souterraines de stockage d'armes Houthi au Yémen.
Le 10 novembre 2024, des frappes américaines visent des installations de stockage d'armes Houthis dans la banlieue de Sanaa.
Le 16 décembre 2024, une frappe américaine vise une installation de commandement et de contrôle Houthis à Sanaa.
Le 21 décembre 2024, des frappes américaines menées par l'US Navy et l'US Air Force visent une installation de stockage de missiles et une installation de commandement à Sanaa. Durant ces frappes les forces américaines abattent plusieurs drones aériens et un missile de croisière antinavire Houthis les visant. Dans la même nuit, le croiseur USS Gettysburg (CG-64) de la classe Ticonderoga en mer Rouge, « a tiré par erreur […] et touché » un avion de combat Boeing F/A-18E/F Super Hornet du VFA-11 à qui avait décollé du porte-avions USS Harry S. Truman (CVN-75). Les deux pilotes ont survécu.
Le 27 décembre 2024 des frappes visent Sanna est sont attribuées à l'armée américaine. De nouvelles frappes américaines effectuées par des avions et des navires de l'US Navy visent le 30 et 31 décembre 2024 un « un site de commande et de contrôle houthi », et des « sites de production et de stockage qui incluent des missiles et des drones » selon le Centcom. De nouvelles frappes américaines visent des stockages d'armes Houthis le 8 janvier 2025.

#### Opération EUNAVFORAspides
Le 12 février 2024, l’Union Européenne publie les contours de sa mission de sécurité maritime en Mer Rouge. Celle-ci s’appelle EUNAVFOR Aspides et est dotée d’un budget de 8 millions d’euros. Elle est dirigée par le contre-amiral grec Vasileios Gryparis, depuis un quartier général établi à Larissa en Grèce. La zone d’opération comprend le détroit de Bab el-Mandeb, le détroit d’Ormuz, les eaux internationales de la mer Rouge, du golfe d’Aden, de la mer d’Oman, du golfe d’Oman et du golfe Persique afin d’assurer une « présence navale » pour « garantir la liberté de navigation des navires, en étroite coopération avec des prestataires de sécurité maritime partageant les mêmes idées ». La mission Aspides se fera en étroite coordination avec l’opération navale européenne antipiraterie EUNAVFOR Atalanta dans l’océan Indien occidental et en mer Rouge. EUNAVFOR Aspides pourra également collaborer avec l’opération Gardien de la prospérité, les Forces maritimes combinées ainsi qu’avec les états riverains « disposés à contribuer à la sécurité maritime dans sa zone d’opération ».
Les moyens annoncées comprennent la frégate allemande Hessen, la frégate grecque HS Hydra, la frégate de défense aérienne italienne Caio Duilio, les frégates italiennes Federico Martinengo et Virginio Fasan, la frégate belge Louise-Marie, les frégates de premiers rangs françaises Languedoc et Alsace, ainsi que la frégate néerlandaise HNLMS Tromp de l'opération Gardien de la prospérité en « soutien associé »,.
Dans la nuit du 19 au 20 février, les frégates françaises FREMM Alsace et Languedoc abattent 2 drones Houthis au-dessus de la mer Rouge et du golfe d'Aden. Tôt le 22 février, une des 2 FREMM engage et détruit 2 drones de combats aériens.
Le 28 février la frégate allemande Hessen abat 2 drones aériens au-dessus de la mer Rouge avec un missile antiaérien de courte portée RIM-116 et son canon de 76 mm. Selon le journal allemand SPIEGEL, avant cela le Hessen aurait tenter d'abattre par erreur un drone MQ-9 Reaper américain avec 2 missiles antiaériens de moyenne portée (Standard Missile 2) qui ont subi des malfonctions et sont retombés en mer,,.
Le 2 mars 2024, la frégate de classe Horizon italienne le Caio Duilio abat un drone aérien Houthis le visant avec sa tourelle d'artillerie de 76 mm tribord avant,.
Le 9 mars, les Houthis lancent une vaste attaque de drones aériens kamikazes contre les navires des coalitions et contre le remorquage du MV True Confidence touché le 6 mars. La FREMM Alsace et les forces aériennes françaises à Djibouti, des Mirage 2000-5F de l'escadron de chasse 3/11 Corse, abattent 4 drones kamikazes.
Le 20 mars un hélicoptère Panther, de la flottille 36F d’Hyères, embarqué sur l'Alsace engage et abat un drone Houthis,.
Le 21 mars, la frégate française Alsace abat 3 missiles balistiques houthis visant un porte-conteneurs sous son escorte. Le même jour la frégate allemande Hessen détruit un drone de surface naval visant également un navire commercial sous son escorte,.
Le 8 avril 2024, un premier bilan de la mission Aspides est réalisé et annoncé par Josep Borell, Haut représentant de l'Union pour les affaires étrangères et la politique de sécurité. L’opération a permis d’escorter 68 navires et de repousser 11 attaques. Dans le détail, les navires français, allemands, italiens et grecs ont abattu : 9 drones aériens, 1 drone de surface naval et 4 missiles balistiques.
Le 12 avril, le déploiement de la frégate belge Louise-Marie est retardé à la suite de problèmes techniques lors d'essais de son système de missiles antiaériens Sea Sparrow. Le 21 avril la Bundeswehr met fin au déploiement de sa frégate Hessen.
Le 29 mai 2024, la France déploie une frégate de défense aérienne française de classe Horizon dans le cadre de l'opération Aspides.
Le 24 juin 2024, la Belgique met fin au déploiement de la frégate Louise-Marie, tandis que la marine grecque déploie la frégate de la classe Hydra HS Psara.
Le 22 aout 2024, une frégate française de classe Horizon porte assistance au Sounion, touché la veille par des tirs houthis, et évacue l'équipage. Pendant l'opération le bâtiment français détruit au canon un drone navale les menaçant.
Le 14 septembre 2024, après 2 reports en raison de menaces de la part des Houthis, une opération de sauvetage de l'épave est engagée sous la protection de la mission Aspides. En effet devant le risque important de marée noire dévastatrice pour l'environnement, l'épave encore enflammée du Sounion doit être évacuée. Le remorqueur Aigaion Pelago et 2 autres navires de soutien tractent le navire vers le nord, escortés par des navires militaires (Le Chevalier Paul français, l'Andrea Doria italien, et le HS Psara grec).
Au 3 novembre 2024, l'opération Aspides a permis de protéger 250 navires de commerces.

### Troisième phase: Nouvelles tentatives d'attaquer le territoire israélien
En parallèle des attaques contre le commerce maritime en mer Rouge et dans le golfe d'Aden, les rebelles Houthis lancent des attaques de plus en plus ambitieuses contre Israël.

#### 13 avril 2024: OpérationPromesse honnête
Le 13 avril, les Houthis yéménites participent au côté des Iraniens à l'attaque contre Israël.
Les forces américaines au Moyen-Orient (CENTCOM) affirment avoir détruit 80 drones aériens et 6 missiles balistiques, dont 1 missile balistique avec son lanceur et 7 drones détruits au sol au Yémen.

#### 19 juillet 2024: Attaque contre Tel-Aviv
Le 19 juillet un drone s'écrase dans le centre-ville de Tel-Aviv faisant au moins 1 mort, une dizaine de blessés et des dégâts considérables. Les Houthis revendiquent l'attaque et Tsahal confirme que l'aéronef provenait du Yémen et qu'il n'a pas été abattu par la défense aérienne en raison d'une "erreur humaine". L'armée israélienne affirme que le drone était un Samad-3 modifié, et que les Houthis ont bénéficié de l'aide de l'Iran pour cette attaque. Tandis que les Houthis affirment avoir mis au point un nouveau type de drone à plus long rayon d'action nommé "Jaffa", en référence à l'ancienne ville de Jaffa,,,. Les Houthis auraient tiré également 3 autres drones et un missile balistique qui ont été intercepté par les forces américaines en mer Rouge.

#### 20 juillet 2024: Frappe au port d'Hodeïda (Opération bras Long)
Le 20 juillet, en représailles, Tsahal mène un raid nommé opération "Bras Long", à l'aide de F35, F15, F16 et d'avions ravitailleurs, contre le port d'Hodeïda au Yémen, contrôlé par les Houtis. Le bombardement vise le terminal pétrolier, le détruisant complètement dans un immense brasier, ainsi que la centrale électrique et des installations portuaires, faisant au moins 6 morts et 87 blessés. Le premier ministre israélien menace : "Nous nous défendrons par tous les moyens, sur tous les fronts. Quiconque nous attaque paiera un très lourd tribut pour son agression". Tandis que le porte-parole des Houthis déclare qu’Israël « payera le prix pour avoir pris pour cible des installations civiles […] Nous répondrons à l'escalade par l'escalade. […] Nous n'hésiterons pas à frapper des cibles vitales de l'ennemi israélien »,,. L'aviation israélienne aurait obtenu la permission de survoler un ou des espaces aériens de pays arabes pour mener cette attaque contre le Yémen.
Le 21 juillet, le système antimissile israélien Arrow-3 intercepte un missile balistique venant du Yémen.

#### Septembre 2024: Tirs de missiles sur le centre d'Israël
Le 15 septembre 2024 à 6h30, un missile balistique, provenant du Yémen, survole le centre d'Israël, déclenchant les sirènes d'alerte dans tous le centre du pays. Malgré de nombreux tirs d'intercepteurs sol-air, le missile continue sa route et se désagrège probablement au dessus de Lod. Des débris du missiles et des intercepteurs causent des dégâts mineurs au sol, et 9 personnes sont blessés légèrement en voulant se mettre à l'abri. Le porte-parole des Houthis affirme qu'il s'agit "d'un missile hypersonique" qui a parcouru "2 040 kilomètres en 11 minutes". Tsahal dément et affirme qu'il s'agissait d'un missile balistique. En effet selon plusieurs experts de l'armement, la trajectoire du projectile correspond à celle d'un missile balistique, qui est hypersonique en phase de descente, mais ne correspond pas à celle d'une arme hypersonique (qui désigne un missile de croisière hypersonique),,,.
Le 26 septembre 2024, un autre tir de missile balistique survient depuis le Yémen sur le centre d'Israël. Il est intercepté par le système Arrow-3, probablement à très haute altitude. Un nouveau missile balistique houthis est intercepté alors qu'il vise l'aéroport Ben Gourion de Tel-Aviv lors du retour du premier ministre israélien de l'assemblée de l'ONU.
En riposte, le 29 septembre 2024, Tsahal mène de nouvelles frappes sur le Yémen avec des dizaines d'avions. Ces bombardements visent le port de Hodeidah et notamment les dépôts pétroliers, ainsi que des centrales électriques, et font au moins 4 morts et 33 blessés.
Le 11 novembre 2024 un nouveau tir de missile balistique houthis a lieu vers le centre d'Israël. Le missile est intercepté par le système Arrow mais les débris causent des incendies.

#### Décembre 2024: Nouvel échange de tirs entre les Houthis et Israël, opération "Ville Blanche" et "Sons du Vignoble"
Le 9 décembre 2024 un drone houthis frappe un immeuble résidentielle de Yavné dans le centre d'Israël sans faire de victime.
Le 16 décembre un tir de missile balistique houthis vise le centre d'Israël et est intercepté en dehors d’Israël par le système Arrow-3.
Le 19 décembre, un nouveau missile balistique houthis est partiellement intercepté, provoquant la destruction d'une école de Ramat Gan, sans faire de victime. Israël répond par l'opération "Ville Blanche" : Des frappes sur le Yémen menées par des dizaines d'avions, visant les infrastructures portuaires Houthis, dont 8 remorqueurs, ainsi que des centrales électrique à Sanaa. Ces bombardement font au moins 9 morts,,.
Dans la nuit du 20 au 21 décembre un missile balistique houthis frappe Tel-Aviv, faisant 16 blessés.
Le 24 décembre un tir de missile balistique houthis vise le centre d'Israël et est intercepté, selon le Magen David Adom 25 personnes serait blessés en courant se mettre au abris.
Le 26 décembre, des frappes israéliennes visent le Yémen et ciblent l'aéroport de Sanaa (détruisant la tour de contrôle), la base d'al-Dailami, ainsi que le port et les centrales électriques d'Hodeïda. Ces bombardement font au moins 6 morts et une vingtaine de blessés, dont un membre d'équipage de l'avion de Tedros Adhanom Ghebreyesus, directeur de l'OMS. L'opération est nommé "Sons du Vignoble" par Tsahal.
Le 27 décembre les Houthis lancent plusieurs attaques contre Israël avec le tir d'un missile balistique qui est intercepté par le système THAAD américain, et des attaques de drones. Le Magen David Adom affirme avoir secouru 18 personnes blessés en courant se mettre au abris,. Des manifestations ont lieu à Sanna pour protester contre les frappes israéliennes et réaffirmer leur soutien aux Palestiniens. L'employé de l'ONU blessé la veille par les bombardements israéliens est transporté en Jordanie pour y recevoir des soins.
Le 28 décembre un nouveau missile balistique Houthis est intercepté au dessus de la région de Jérusalem.
Le 30 décembre 2024 un missile balistique Houthis est intercepté en dehors d’Israël (interception extra atmosphérique) mais des débris tombent à Beit Shemesh.
Le 10 janvier 2025, l'armée israélienne mène des frappes contre une centrale électriques, des ports et des cibles à l'intérieur du Yémen.
Les rebelles Houthis cessent leurs attaques après le cessez-le-feu du 19 janvier 2025 à Gaza.
Les médias comptabilisent 479 frappes américaines sur le territoire yéménites ayant tués 57 personnes sous l'administration Biden.

### Reprises des hostilités le 15 mars 2025 et OpérationRough Rider(du 15 mars au 6 mai 2025)

#### OpérationRough Rider(du 15 mars au 6 mai 2025)
Les houthis annoncent le 11 mars 2025 reprendre leurs attaques, suspendues depuis l'entrée en vigueur d'un cessez-le-feu à Gaza, contre les navires israéliens traversant la mer Rouge, la mer d'Arabie, le détroit de Bab al-Mandeb et le golfe d'Aden tant que "les points de passage vers la bande de Gaza soient rouverts et que l'aide humanitaire, y compris la nourriture et les fournitures médicales, soit autorisée à entrer". Cela à la suite de la décision israélienne de bloquer l'entrée des camions d'aide humanitaire à Gaza en raison de l'impasse sur la suite des négociations avec le Hamas.
Le 15 mars, des frappes massives américano-britanniques ciblent notamment des dirigeant houthis dans les villes de Sanaa et Saada, faisant au moins, selon les Houthis, 53 morts, dont 5 enfants et 98 blessés. Le président Trump annonce "une action militaire décisive et puissante" et qu'ils "utiliserons une force létale écrasante jusqu’à ce que nous ayons atteint notre objectif". Les frappes sont en partie lancées depuis des F/A-18E « Super Hornet » du porte avions USS Harry S. Truman, du croiseur de classe Ticonderoga USS Gettysburg, et d'un destroyer de classe Arleigh Burke. Les Houthis avertissent que "cette agression ne restera pas sans réponse" ; "Nos forces armées sont prêtes à répondre à l’escalade par l’escalade",.
Ces frappes se poursuivent le 16 mars et visent notamment une usine d’égrenage de coton près d’Hodeïda, ainsi que le poste de pilotage du Galaxy Leader, navire capturé il y a plus d’un an. Les Houthis affirment, par la voix de leur porte parole, avoir visé le porte avions USS Harry S. Truman par deux fois, la première avec 18 missiles et un drone et la seconde avec "avec de nombreux missiles balistiques et de croisière ainsi qu'avec des drones, dans un engagement qui a duré plusieurs heures".
L'ONU s'inquiète de cette escalade et demande aux deux parties « l’arrêt de toute activité militaire ».
Depuis le 15 mars, les bombardements américains continuent de façon quotidienne, avec l'opération Rough Rider. Les Houthis affirment avoir mené une troisième et une quatrième attaque contre l' USS Harry S. Truman et son groupe aéronaval à l'aide de missiles et de drones le 17 et 18 mars,. Donald Trump menace "d'anéantir complètement" les Houthis,.
Dans la nuit du 19 au 20 mars les Houthis tirent un missile balistique sur Tel-Aviv, il est intercepté avant d'atteindre Israël. Les Houthis tirent 3 autres missiles balistiques entre le 21 et le 23 mars sur le centre d'Israël, déclenchant des alertes massives dans les régions de Tel-Aviv ou Jérusalem, ils sont systématiquement interceptés en dehors de l'espace aérien israélien par les systèmes Arrow-3 ou le THAAD américain. Deux nouveaux missiles balistiques sont lancés sur le centre d'Israël le 27 mars et sont interceptés. Un autre est tiré le 30 mars, intercepté, mais 2 personnes sont blessées en se mettant à l’abri selon le Magen David Adom.
Le 5 avril, une cinquantaine de personnes participant à un rassemblement tribal pour fêter la fin du Ramadan sont tuées dans un bombardement américain.
Les médias Houthis rapportent du 6 au 8 avril au moins 6 morts et 22 blessés dans les bombardements américains quotidiens,.
Le 13 avril, les Houtis revendiquent le tir de deux projectiles sur le centre d'Israël. Un drone est intercepté
Le 17 avril, le port pétrolier de Ras Issa (terminal d'un oléoduc) dans le gouvernorat d'Al Hudaydah est détruit par les forces armées des États-Unis. Les Houthis déclarent que le bilan humain est de 74 morts et plus de 171 blessés,. Le 18 avril, un nouveau missile balistique est tiré depuis le Yémen sur le centre d'Israël et est intercepté.
Avec cette attaque, les médias comptabilisent depuis le début de la seconde administration Trump, en janvier 2025, 391 frappes faisant 316 morts.
En date du 20 avril 2025, 21 drones General Atomics MQ-9 Reaper américains ont été abattus par les forces houthis.
Le 26 avril l'armée israélienne intercepte un missile balistique Houthis, ainsi qu'un drone.
Au 27 avril 2025, les États-Unis affirment avoir frappé 800 cibles aux Yémen depuis le 15 mars et le début de l'opération Rough Rider, tuant des centaines de Houthis dont des chefs importants.
Le 28 avril 2025, les Houthis accusent les États-Unis d'avoir tués 68 personnes et fait 47 blessés dans une frappe sur une prison détenant des migrants africains dans le gouvernorat de Saada. l'ONU se dit « très inquiète », et le CENTCOM indique qu'une enquête est en cours. Le même jour, un F/A-18E/F Super Hornet et son tracteur de pont d'envol tombe du USS Harry S. Truman.
Le 30 avril 2025, les forces armés britanniques mènent un bombardement conjoint avec les américains contre une usine de drones près de Sanaa.
Le 2 mai 2025, deux nouveaux missiles balistiques houthis sont tirés sur Israël et interceptés, mais des débris endommagent le toit d'une école à Mishmar-Haémek.
Le 4 mai 2025, un missile balistique houthis frappe un terrain vague dans l'enceinte de l'aéroport Ben Gourion à Tel-Aviv, faisant 6 blessés légers, des dégâts très mineurs et causant un cratère d'impacte large et profond de plusieurs dizaines de mètres. De nombreuses compagnies aériennes occidentales annoncent suspendre leur vol vers Tel-Aviv après ce bombardement. Le gouvernement israélien promet des représailles aux houthis.
En représailles, le 5 mai, les forces armées israéliennes mènent une intense compagne de bombardement sur le Yémen, visant le port d'Hodeïda, une cimenterie à Sanaa, et contre des position houthis dans l'ouest du pays, faisant 4 morts et 39 blessés. Puis le 6 mai détruisant complètement l'aéroport de Sanaa et 6 avions civils sur le tarmac, ainsi que des centrales électriques,.
Le 6 mai au soir, le ministre omanais des Affaires étrangères, Badr al-Boussaïdi, annonce un cessez-le-feu entre les houthis et les États-Unis, tandis que le président Trump annonce la "capitulation" des houthis et la fin de l'opération Rough Rider. Cette dernière ayant frappé en trente jours plus d'un millier de cibles avec un environ un milliard de dollars de munitions, perdu au moins sept drones Reaper dont plusieurs abattu, et deux F/A-18 Super Hornet perdus par accident. Le même jour un autre F/A-18 Super Hornet est perdu lors d'un accident d'appontage sur le Harry S. Truman.
Durant le mois de mai 2025 les Houthis tirent plusieurs missiles et drones sur Israël, qui sont interceptés comme le 9, 18 et 22 mai,,.
Le 28 mai 2025, le dernier des quatre avions de ligne de Yemenia saisis par les Houthis, un Airbus A320, est détruit lors d'un nouveau bombardement aérien israélien sur l'aéroport international de Sanaa. Il n'y a pas de pertes humaines.
Le 10 juin 2025, un nouveau missile balistique houthis est intercepté au dessus d'Israël par pas moins de 7 intercepteurs, depuis le 18 mars 2025 c'est le 48ème missile tiré sur Israël par les houthis. Le même jour la marine israélienne bombarde le port de Hodeida,.

#### Guerre Iran-Israël
Les Houthis participent aux bombardements sur Israël au coté de l'Iran lors de la Guerre Iran-Israël (du 12 au 24 juin 2025).

#### Depuis le 24 juin 2025
Le 7 juillet, à la suite de la poursuite des tirs de missiles balistiques houthis sur Israël, Tsahal bombardent, par voie maritime et aérienne, les ports yéménites de Hodeida, Ras Issa et Salif, ainsi que la centrale électrique de Ras Al-Kathib et le navire Galaxy Leader (Aux mains des houthis depuis le 19 novembre 2023).

## Conséquences

### Pertes humaines et matérielles
Le 28 avril 2025, l'armée américaine publie un rapport dans lequel elle déclare avoir mené plus de 800 frappes au Yémen, tuant 500 membres du mouvement houthis. Le rapport ne fournit cependant pas de bilan des civils tués dans ces bombardements. Le 30 avril, l'armée américaine affirme avoir bombardé plus de 1 000 cibles depuis la mi-mars.
Les houthis ne communiquent pas sur leur pertes militaires et sont soupçonnés de minorer le nombre de victimes civiles causées par les bombardements afin de ne pas ébranler le moral de la population yéménite. Au 27 avril, 228 civils ont été tués à la suite de frappes américaines, selon un décompte de l'AFP basé sur les annonces des houthis.
Les Etats-Unis ont perdu seize drones Reaper (d’une valeur individuelle, selon les sources, de 30 à 100 millions de dollars) de novembre 2023 à mars 2025, ainsi que deux avions de chasse (l'un détruit par un tir ami, l'autre tombé à l'eau à la suite d'une erreur lors d'un remorquage). Le coût des opérations militaires américaines est estimé à un milliard de dollars entre mi-mars et mi-avril 2025.
Le 28 avril 2025, l'armée américaine publie un rapport dans lequel elle déclare avoir mené plus de 800 frappes au Yémen, tuant 500 membres du mouvement houthis. Le rapport ne fournit cependant pas de bilan des civils tués dans ces bombardements. Le 30 avril, l'armée américaine affirme avoir bombardé plus de 1 000 cibles depuis la mi-mars.

### Conséquences humanitaires
Le classement par Washington des houthis comme organisation terroriste fragilise l’économie du Yémen, en particulier le système bancaire. Au risque de voir les transferts interrompus, les institutions financières sont sommées de se désaffilier de la banque centrale tenue par les houthis qui avait pourtant réussi à stabiliser la monnaie et limiter l’inflation. Les flux commerciaux, tout comme l’action des acteurs humanitaires, sont également potentiellement suspendus. L’intervention des ONG internationales dans les zones houthis, qui impose par exemple une coordination avec le Croissant-Rouge yéménite, pourrait être assimilée, en droit étatsunien, à un soutien à un groupe terroriste. Plusieurs organisations sont contraintes de suspendre leurs opérations.
Le retour des bombardements massifs constitue, après trois années d’accalmie liée au retrait de facto des Saoudiens, une source d’angoisse pour les Yéménites, tout particulièrement dans les zones du nord-ouest, contrôlées par les houthis. Les destructions sont nombreuses dans les régions de Sanaa, de Saada et dans la plaine côtière de la Tihama. Les attaques répétées sur le port de Ras Issa menacent également d’affecter l’approvisionnement en aide humanitaire, essentielle pour la survie de 60 % des Yéménites.
Amnesty International souligne en avril 2025 que réduction massive de l'aide internationale américaine et les bombardements auront des conséquences désastreuses pour la population du Yémen, dont plus de la moitié a besoin d'aide pour survivre. Cet assèchement financier a provoqué « la fermeture de services d'aide et de protection vitaux ». Sont notamment affectés le traitement de la malnutrition chez les enfants, les femmes enceintes et les mères allaitantes, le fonctionnement d'abris pour les victimes de violences de genre et des soins de santé pour les enfants. De nombreux services de santé reproductive ou de protection pour les femmes sont également menacés.

## Synthèse des attaques en mer Rouge et aux alentours
| Navire                         | Pavillons du bateau | Date     | Type d'attaque                                                                             | Détails | Ref     |
| ------------------------------ | ------------------- | -------- | ------------------------------------------------------------------------------------------ | --- | ------- |
| Galaxy Leader                  | Bahamas             | 19/11/23 | Détournement                                                                               | Attaqué par un commando Houthis à l'aide d'un hélicoptère Mi-17. Le navire est amené au port de Hodeidah. Les 25 membres d'équipage sont arrêtés et seront libérés le 22 janvier 2025 . | [ 230 ] |
| CMA CGM Symi                   | Malte               | 24/11/23 | Attaque de drones                                                                          | Touché par un drone suicide Shahed-136 dans l'océan Indien. Aucun blessé. | [ 231 ] |
| Central Park                   | Liberia             | 26/11/23 | Tentative d'arraisonnement                                                                 | Le chimiquier est victime d'une tentative d'arraisonnement par un groupe non identifié. | [ 231 ] |
| Central Park                   | Liberia             | 27/11/23 | Frappes de missiles balistiques                                                            | Le chimiquier est visé par des missiles Houthis en même temps que l'USS Mason. | [ 231 ] |
| Unity Explorer                 | Bahamas             | 03/12/23 | Frappes de missiles antinavires                                                            | Touché par un missile dans le détroit de Bab el-Mandeb, aucun blessé. | [ 232 ] |
| Number 9                       | Panama              | 03/12/23 | Attaque de drones                                                                          | Touché par un drone dans le détroit de Bab el-Mandeb, aucun blessé. | [ 232 ] |
| Strinda                        | Norvège             | 12/12/23 | Attaque de drones et de missiles antinavires                                               | Visé par une attaque complexe de drones et de missiles antinavires. Il est endommagé, mais la frégate française Languedoc abat un drone et se met en position de défense. Il est ensuite escorté par l'USS Mason. | [ 233 ] |
| Ardmore Encounter              | Îles Marshall       | 13/12/23 | Tentative d'arraisonnement, attaques de missiles                                           | Le navire est assailli par des skiffs, de petits bateaux rapides, avant d'être visé par 2 missiles qui ratent leur cible. | [ 234 ] |
| Maersk Gibraltar               | Hong Kong           | 14/12/23 | Frappes de missiles antinavires                                                            | Visé par un missile qui n'atteint pas sa cible. | [ 235 ] |
| Al Jasrah                      | Liberia             | 15/12/23 | Attaque de drones                                                                          | Touché par un drone dans le détroit de Bab el-Mandeb, qui provoque un incendie, aucun blessé. | [ 236 ] |
| MSC Palatium III et MSC Alanya | Liberia             | 15/12/23 | Attaques de missiles                                                                       | Visés par des missiles. | [ 236 ] |
| Swan Atlantic                  | Îles Caïmans        | 18/12/23 | Attaque aérienne                                                                           | Touchés par des projectiles non identifiés, aucun blessé. Les Houthis revendiquent une attaque à l'aide d'hydravions. | [ 237 ] |
| MSC Clara                      | Panama              | 18/12/23 | Attaque aérienne                                                                           | Touchés par des projectiles non identifiés, aucun blessé. Les Houthis revendiquent une attaque à l'aide d'hydravions. | [ 237 ] |
| MV Chem Pluto                  | Liberia             | 23/12/23 | Attaque de drones                                                                          | Le chimiquier est touché par un drone kamikaze, déclenchant un incendie, sans faire de blessé. | [ 37 ]  |
| MV Saibaba                     | Inde                | 23/12/23 | Attaque de drones                                                                          | Touché par un drone, aucun blessé. | [ 37 ]  |
| MV Blaamanen                   | Norvège             | 23/12/23 | Attaque de drones                                                                          | Visé par un drone qui échoue. | [ 37 ]  |
| MV Maersk Hangzhou             | Singapour           | 31/12/23 | Attaque de missiles antinavires, tentative d'arraisonnement                                | Attaqué par 2 missiles et 3 vedettes Houthis qui seront repoussées par la marine américaine. | [ 238 ] |
| Gibraltar Eagle                | Îles Marshall       | 15/01/24 | Attaque de missile                                                                         | Touché par un missile, sans faire de blessé. | [ 239 ] |
| Zografia                       | Malte               | 16/01/24 | Attaque de missile                                                                         | Le vraquier est touché par un missile Houthis, sans faire de blessé. | [ 240 ] |
| Genco Picardy                  | Îles Marshall       | 17/01/24 | Attaque de missile                                                                         | Le vraquier est touché par un missile, sans faire de blessé. | [ 241 ] |
| Chem Ranger                    | Îles Marshall       | 19/01/24 | Attaque de missiles                                                                        | Le vraquier est visé par des missiles qui n'atteignent pas leur cible. | [ 52 ]  |
| M/T Marlin Luanda              | Îles Marshall       | 26/01/24 | Attaque de missile                                                                         | Le pétrolier est touché par un missile déclenchant un incendie, sans faire de blessé. L'équipage a quitté le navire, et l'incendie est maitrisé par les équipes américano-franco-indienne de des navires USS Carney, FS Alsace, et Visakhapatnam. |         |
| MV Star Nasia                  | Îles Marshall       | 06/02/24 | Attaque de missile                                                                         | Le vraquier grec est visé par 3 missiles balistiques antinavires. L'un le manque, l'autre l'endommage légèrement sans faire de blessé et le dernier est abattu par l'USS Laboon. | [ 242 ] |
| MV Morning Tide                | Barbade             | 06/02/24 | Attaque de missile                                                                         | Le cargo britannique est également visé par 3 missiles balistiques antinavires qui le manquent. | [ 242 ] |
| MV Star Iris                   | Îles Marshall       | 12/02/24 | Attaque de missile                                                                         | Le cargo grec est touché et légèrement endommagé par un missile balistique, sans faire de blessé. | [ 243 ] |
| MV Lycavitos                   | Barbade             | 15/02/24 | Attaque de missile                                                                         | Touché et légèrement endommagé par un missile balistique, sans faire de blessé. |         |
| Rubymar                        | Belize              | 18/02/24 | Attaque de missile                                                                         | Le navire est touché par deux missiles antinavires alors qu'il transporte une cargaison d'engrais. Après avoir dérivé pendant des semaines, le navire sombre le 2 mars des suites de l'attaque, devenant ainsi le premier navire coulé par une attaque des Houthis depuis le début de la crise en octobre 2023. | ,       |
| Sea Champion                   | Grèce               | 18/02/24 | Attaque de missile                                                                         | Le vraquier a subi une attaque de missile sans faire de blessé. | ,       |
| Navis Fortuna                  | Îles Marshall       | 18/02/24 | Attaque de missile                                                                         | Le vraquier a subi une attaque de missile sans faire de blessé. | [ 246 ] |
| MSC Sky II                     | Liberia             | 04/03/24 | Frappes de missiles balistiques                                                            | Le porte-conteneurs est touché par un missile déclenchant un incendie, sans faire de blessé. Il est assisté par le destroyer indien Kolkata. | ,       |
| MV True Confidence             | Barbade             | 06/03/24 | Frappes de missiles balistiques                                                            | Le vraquier américain est touché par un missile balistique antinavire et est gravement endommagé. L’équipage, composé de 20 marins et 3 gardes de sécurité, abandonne le navire, mais l’attaque a fait 3 morts et 6 blessés dont 4 graves. Des opérations de sauvetage sont menées par des navires des coalitions. Le destroyer indien Kolkata participe aux opérations de secours, évacue les marins à l'aide d'un hélicoptère Alouette III, et prend en charge des blessés. | ,       |
| MV Huang Pu                    |                     | 23/03/24 | Frappes de missiles balistiques                                                            | Le pétrolier chinois est visé par 5 missiles balistiques houthis, dont un le touche déclenchant un incendie, sans faire de blessé. Cela en contradiction avec les déclarations des officiels Houthis indiquant ne pas viser les navires chinois. | [ 253 ] |
| M/T Wind                       | Panama              | 18/05/24 | Frappes de missiles balistiques                                                            | Le pétrolier grec est touché par un missile endommageant sa propulsion, mais sans faire de blessé. Il est assisté par un navire de la coalition et reprend sa route. | [ 254 ] |
| M/V Laax                       | Îles Marshall       | 28/05/24 | Frappes de missiles balistiques                                                            | Le vraquier grec subit plusieurs voies d'eau après avoir été touché par trois missiles Houthis sur 5 lancés. Il est assisté par une frégate de défense aérienne française de classe Horizon qui déploie une équipe de démineurs. | ,       |
| M/V Tutor                      | Liberia             | 12/06/24 | Attaque de drone de surface kamikaze                                                       | Le vraquier grec est frappé par un navire kamikaze sans équipage (drone de surface) subissant des inondations et des dommages à sa machinerie. Puis par un second drone de surface et un projectile aérien inconnu. Un marin est porté disparu. L'équipage est évacué par le destroyer USS Philippine Sea. Le 18 juin, le navire a coulé avec sa cargaison de charbon au large de l'Érythrée, laissant des hydrocarbures et des débris à la surface. | [ 257 ] |
| M/V Verbena                    |                     | 13/06/24 | Attaque de missile                                                                         | Le vraquier ukrainien est touché par plusieurs missiles de croisières Houthis et subit des dommages et un incendie. Un marin et grièvement blessé et évacué par un aéronef du destroyer USS Philippine Sea vers le HNLMS Karel Doorman où il est soigné. Le 15/06 après 2 jours a lutter contre l'incendie l'équipage abandonne le navire et est secouru par le M/V Anna Meta. Selon les forces américaine, une frégate iranienne, le IRIN Jamaran, plus proche n'est pas intervenue pour porter assistance. | ,       |
| Transworld Navigator           | Liberia             | 23/06/24 | Attaque de drones                                                                          | Le vraquier grec est touché par un drone, entrainant une voie d'eau et plusieurs blessés légers parmi l'équipage. Ce dernier abandonne le navire, le laissant à la dérive. | [ 114 ] |
| Stolt Sequoia                  | Liberia             | 23/06/24 | Attaque de missile                                                                         | Le chimiquier est touché par plusieurs missiles de croisière dans l'océan Indien, près du golfe d'Aden. | [ 114 ] |
| Bentley I                      | Panama              | 15/07/24 | Attaque de drones de surface, d'embarcations légères et de missiles balistiques            | Le navire est attaqué par 3 embarcations, dont 2 avec chacune trois personnes à bord, tandis que la troisième est télécommandée. Le drone de surface a percuté le navire sans exploser et les embarcations légères ont ouvert le feu sur le navire, sans faire de blessé ni de dommage. | ,       |
| Chios Lion                     | Liberia             | 15/07/24 | Attaque de drones de surface                                                               | Le pétrolier est percuté par un drone de surface, causant des dommages mineurs et sans faire de blessé. Le 19 juillet une marée noire de 220 km est constatée. | ,       |
| Lobivia                        | Singapour           | 19/07/24 | Attaque de missile ou drone                                                                | Le porte-conteneurs de la société CMA CGM est visé par des projectiles non identifiés déclenchant un incendie sans faire de blessé. | [ 263 ] |
| Groton                         | Liberia             | 04/08/24 | Attaque de missile                                                                         | Le porte-conteneurs de la société CMA CGM est touché par un missile causant des dommages mineurs et sans faire de blessé. | [ 264 ] |
| Delta Blue                     | Liberia             | 09/08/24 | Attaque d'embarcation légère, attaque de missile, attaque de drone de surface              | Le pétrolier grec est victime d'une attaque complexe avec, plusieurs embarcation légères armées de lance-roquette ou de RPG l'assaillant sans parvenir à le toucher. Puis 2 missiles ont explosé près du navire. Enfin une embarcation sans pilote s'est dirigée vers le navire mais a été détruite par les tirs de l'équipe de sécurité privée. | [ 265 ] |
| Sounion                        | Grèce               | 21/08/24 | Attaque d'embarcation légère, attaque de missile ou drone puis attaque de drone de surface | Le pétrolier est d'abord approché par 2 embarcations légères menant à un échange de tirs avec le service de sécurité privé. Puis le navire est touché par 3 projectiles aériens non identifiés causant des dégâts mais sans faire de blessé. Le navire signale avoir perdu sa propulsion et sa capacité à manœuvrer. Le 22 aout, une frégate française de classe Horizon porte assistance au navire et évacue l'équipage. Pendant l'opération le bâtiment français détruit au canon un drone navale les menaçant. | ,       |
| Blue Lagoon I et Amjad         | Panama              | 02/09/24 | Frappes de missiles balistiques                                                            | Le pétrolier grec est touché par des tirs de missiles balistiques causant des dommages mineurs et sans faire de blessé. Dans l'attaque le pétrolier saoudien Amjad est également endommagé légèrement. | [ 268 ] |
| Cordelia Moon                  |                     | 01/10/24 | Attaque de drones aériens et de surface                                                    | Le pétrolier britannique naviguant en mer Rouge est frappé par au moins un drone aérien et un drone de surface, causant de lourds dommages à un ballast, sans faire de blessé. | [ 269 ] |
| Marathopolis                   |                     | 01/10/24 | Attaque de missile                                                                         | Le porte-conteneurs naviguant dans l'océan Indien est touché par au moins un missile de croisière (Nommé "missile à ailettes" par les Houthis), sans faire de blessé. | [ 269 ] |
| Anadolu S                      | Panama              | 19/11/24 | Attaque de missile                                                                         | Le vraquier turc est visé par plusieurs attaques de missiles. | [ 270 ] |
| MV Magic Seas                  | Liberia             | 07/07/25 | Tentative d'arraisonnement, attaque de drones de surface                                   | Le vraquier grec est attaqué par 8 embarcations légères à l'aide d'armes légères et de RPG. Une fusillade s'engage avec l'équipe de sécurité du navire. Plus tard le navire est visé par 4 drones de surfaces. 2 sont détruits par l'équipe de sécurité, mais 2 autres explosent contre le navire. À la suite de cela l'équipage composé de 22 personnes dont 19 Philippins est contraint d'abandonner le navire. Le navire est coulé. | ,       |
| MV Eternity C                  | Liberia             | 08/08/25 | Tentative d'arraisonnement, attaque de drones et de missiles                               | Le vraquier grec est attaqué par de nombreuses embarcations légères ainsi que par des drones et missiles divers. Parmi l'équipage de 25 personnes, au moins 4 marins sont tués et 2 autres blessés (dont un Russe amputé d'une jambe). Ils ne peuvent pas évacuer car le navire "a subi d'importants dégâts et perdu toute capacité de propulsion. Il est toujours encerclé par de petites embarcations et fait l'objet d'une attaque permanente" durant 16 heures. Le lendemain, 6 membres d'équipage sont récupérés en mer, les autres sont portés disparus, les Houthis affirment avoir capturé plusieurs personnes. Le navire est coulé. Le 10 juillet 3 autres membres d'équipage sont secourus en mer. | ,       |

Début aout 2024, selon l’Institut de Washington pour la politique du Proche-Orient, les Houthis ont attaqué 88 navires en mer Rouge, et dans le golfe d'Aden et l'océan Indien. Tandis qu'à cette même période, le chef des Houthis revendique les attaques de 177 navires,.

## Armement utilisé par les Houthis
Les armes des Houthis sont fabriquées dans des usines souterraines au Yémen (pour être protégées des bombardements aériens) ou proviennent de l'Iran,. Ils ont également capturé les stocks d'armes de l'armée yéménite en 2014. Ils utilisent des missiles sol-sol, des roquettes d'artillerie et des drones. Ils possèdent plusieurs missiles et drones capables d'atteindre Israël depuis le Yémen :
- Le Toufan — un missile sol-sol d'une portée de 1 800 km[280].
- Des missiles de croisière, de la famille iranienne Soumar, avec une portée d'environ 2 000 km[280].
- Missile Quds-2 — censé avoir une portée de 1 350 km, mais conçu pour frapper Israël[281].
- Samad-3 et Samad-4 — drones d'attaque d'une portée de plus de 1 800 km[281].
- Drones Wa'id — similaires au Shahed 136 iranien, drones d'attaque d'une portée de 2 500 km[281].